# Zaandam (schip, 2000)
De Zaandam is een cruiseschip van de Holland-Amerika Lijn. Het in Italië gebouwde schip werd in het jaar 2000 in dienst gesteld bij de Holland-Amerika Lijn. De Zaandam heeft grotendeels hetzelfde ontwerp als zusterschepen Rotterdam, Amsterdam en Volendam.
De inrichting van het schip heeft een muzikaal thema dankzij kunstvoorwerpen en memorabilia uit verschillende muzikale genres. Hieronder bevinden zich onder andere een Nederlands pijporgel in barokstijl en gitaren gesigneerd door de Rolling Stones, Carlos Santana en Queen.
Net als alle andere schepen van de Holland-Amerika Lijn heeft de Zaandam Rotterdam als thuishaven.

## Coronavirus
De Zaandam kwam in maart 2020 wereldwijd in het nieuws toen een cruise onderbroken moest worden vanwege de crisis rondom COVID-19. Het schip was op 7 maart 2020 vanuit Buenos Aires vertrokken voor een cruise langs de kust van Zuid-Amerika. Op het schip bevonden zich op dat moment 1.242 passagiers en 568 bemanningsleden. De bedoeling was om op 21 maart aan te meren in Chili, maar door de wereldwijde uitbraak van het coronavirus werd het schip vanaf 14 maart overal geweigerd. Doordat er steeds meer opvarenden griepverschijnselen begonnen te vertonen, werden op 22 maart alle passagiers verzocht om in hun cabine te blijven. Onder de passagiers bevonden zich 20 Nederlanders.
Op 27 maart 2020 werd bekend dat er vier passagiers op de Zaandam overleden waren. Het is niet bekend of de vier overleden passagiers stierven aan de gevolgen van het virus.
Een verzoek van de Holland-Amerika Lijn om het schip via het Panamakanaal naar Florida te laten varen, werd in eerste instantie afgewezen door de autoriteiten omdat dit een bedreiging zou vormen voor het loodspersoneel. Zo'n 1.400 opvarenden zonder griepverschijnselen werden overgebracht naar het zusterschip Rotterdam, en voorraden en (medisch) personeel naar de Zaandam, waarmee er 450 passagiers en 602 bemanningsleden op de Zaandam overbleven. Op 28 maart kregen de beide schepen alsnog toestemming om het Panamakanaal te passeren.
Na aanvankelijke aarzeling door de lokale autoriteiten, mochten op 2 april zowel Zaandam als Rotterdam afmeren in Port Everglades in Fort Lauderdale, Florida. In totaal vertoonden toen 107 passagiers en 143 bemanningsleden griepverschijnselen. Ernstig zieken werden per ambulance afgevoerd naar ziekenhuizen en gezonde passagiers werden met bussen naar het vliegveld gebracht. Passagiers en bemanningsleden met milde klachten moesten aan boord blijven.
De Zaandam bleef hierna langdurig aan de kade; naar verwachting zal het schip pas in mei 2022 weer passagiers vervoeren.